# Rigó Magda
Rigó Magda (Máramarossziget, 1910. július 6. – Budapest, 1985. szeptember 17.) magyar opera-énekesnő (szoprán).

## Életútja
A Zeneakadémián tanult Szabados Bélánál 1928–1933 között. Az Operaházban 1935-ben debütált Amelia szerepében Verdi Az álarcosbál című operájában. A társulatnak 1963-ig volt tagja. Európa számos operaszínpadán vendégszerepelt, világhírű énekesek oldalán. Férje Losonczy György volt.

## Díjai

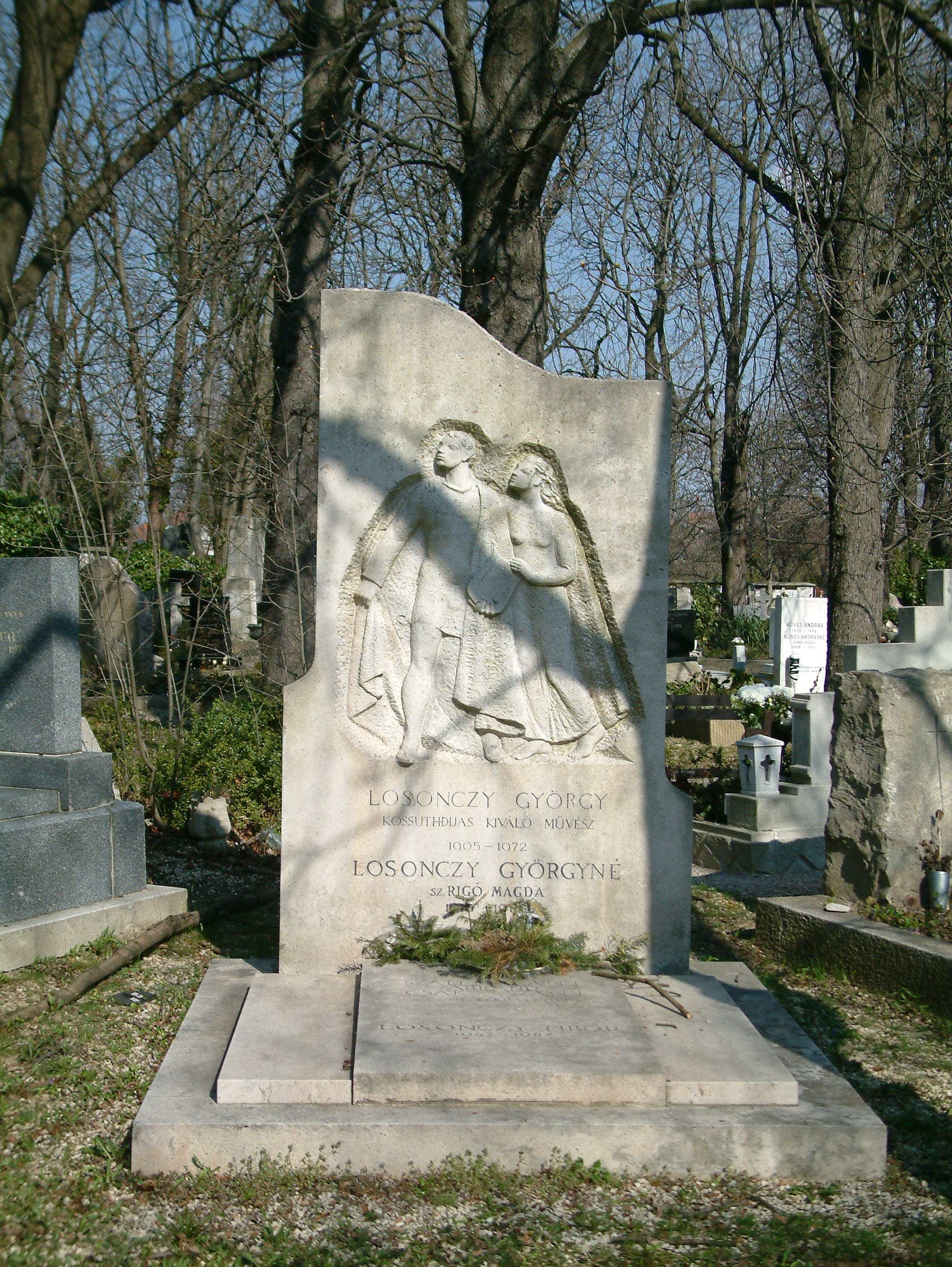
Losonczy György és Rigó Magda sírja a Farkasréti temetőben (39/1-1-27/28). Lux Alice és Gregersen Hugó alkotása.

- Érdemes művész (1963)

## Főbb szerepei
- Ádám Jenő: Mária Veronika — Örvendező
- Csajkovszkij: A pikk dáma - Liza
- Goldmark Károly: Sába királynője - Szulamit
- Mascagni: Parasztbecsület - Santuzza
- Mozart: Così fan tutte - Dorabella
- Mozart: Don Giovanni - Donna Elvira
- Puccini: Pillangókisasszony - Cso-cso szán
- Puccini: Tosca - Tosca
- Verdi Aida - Aida
- Wagner: A bolygó hollandi - Senta
- Wagner: Lohengrin - Elza
- Wagner: Tannhäuser - Erzsébet
- Weber: A bűvös vadász - Agatha